# Sakáltanya
A Sakáltanya (eredeti címe: Coyote Ugly) 2000-ben bemutatott amerikai romantikus zenés filmvígjáték-dráma, melyet David McNally rendezett. A főbb szerepekben Piper Perabo, Adam Garcia, John Goodman, Maria Bello, Izabella Miko, Bridget Moynahan és Tyra Banks látható.
2000. július 31-én mutatták be New Yorkban, Magyarországon ugyanebben az évben október 26-án debütált. Habár a Sakáltanyát negatívan fogadták a filmkritikusok, a nézőközönség körében népszerű volt, és kasszasiker lett. 

## Cselekmény
Violet egy New Jersey-i kisvárosból származik, ahol egy pizzériában dolgozik, és mindenki jól ismeri. Mivel híres dalszerző akar lenni, úgy dönt, hogy apja tanácsa ellenére New Yorkba költözik. Legjobb barátnője, Gloria elviszi őt az új lakásba, amelyről kiderül, hogy egy lepukkant hely. A tetőterasz végül az egyedüli előnye, ahol Violet megkomponálhatja dalait.
Violet különböző zenei producereknél hagy demófelvételeket a dalairól, de nem jár sikerrel. Miután átverik azzal, hogy Kevin, egy segédszakács, zenei producer, Violet kételkedni kezd abban, hogy jó döntés volt-e New Yorkba költözni. A saját dalait előadni képtelen, mert túlságosan lámpalázas. Apja szerint ezt a tulajdonságát édesanyjától örökölte, aki szintén zenész, és azóta már meghalt.
Miután egy lakásbetörés során ellopják a megtakarításait, a pénze is fogytán van. Véletlenül megtudja, hogy a Sakáltanya nevű bárban üresedés van, mert az egyik pincérnő egyetemet kezd. A Sakáltanya azonban Lil vezetése alatt nem egy átlagos bár: a pulton táncolnak a pincérlányok, énekelnek és tombolva iszogatnak a vendégekkel, és nem ritka, hogy a bárban "flambíroznak", vagy hogy a pincérlány Rachel megveri a randalírozó vendégeket.
A nehézkes kezdése után Violet a "Sakálok" teljes jogú tagjává válik, és a bárban már "Jersey apáca" néven ismerik. Amikor egy este verekedés fenyeget, Violet legyőzi lámpalázát, és a bárpulton a zenegéppel énekli a "One Way or Another" című dalt, amivel magára vonja a verekedők figyelmét, és megakadályozza a verekedést. Ebben segít neki Kevin is, akivel kapcsolatot kezd, de amikor Kevin féltékenységi jelenetet rendez neki a munkahelyén, szakítanak. Az apja is csalódottan fordul el, amikor egy este meglátogatja a bárban, és látja, hogy Violet a pulton táncol kihívóan felöltözve.
Egy nap Violet üzenetrögzítőjén üzenet érkezik egy lemezcégtől, amelynek úgy tűnik, tetszett a demófelvétele. A lánynak egy élő rendezvényen kell fellépnie. Apja, akit időközben elütött egy autó, és sérülten fekszik kórházban, bevallja neki, hogy anyja nem a lámpaláz miatt kerülte a színpadot, hanem mert ő kérte meg rá.
Violet a lámpaláz ellenére is megbirkózik az előadással, és szerződést kap dalszerzőként. Újra összejön Kevinnel, apjának pedig új barátnője lesz. Végül LeAnn Rimesszal együtt énekli a dalait a Sakáltanya bárpultján, és az apja táncol rájuk.

## Szereplők
| Szerep          | Színész          | Magyar hang           |
| --------------- | ---------------- | --------------------- |
| Violet Sanford  | Piper Perabo     | Majsai-Nyilas Tünde   |
| Kevin O'Donnell | Adam Garcia      | Bede-Fazekas Szabolcs |
| Bill Sanford    | John Goodman     | Besenczi Árpád        |
| Lil             | Maria Bello      | Orosz Anna            |
| Cammie          | Izabella Miko    | Balázsovits Edit      |
| Zoe             | Tyra Banks       | Kiss Virág Magdolna   |
| Rachel          | Bridget Moynahan | Horváth Lili          |
| Gloria          | Melanie Lynskey  | Benkő Nóra            |
| önmaga          | LeAnn Rimes      | n.a                   |

## Fogadtatás
A Sakáltanya kedvezőtlen kritikákat kapott. A Rotten Tomatoeson 23%-os minősítést kapott 103 értékelés alapján, az összefoglaló szerint: „A Sakáltanya lelkesen giccses energiával és tagadhatatlan esztétikai vonzerővel rendelkezik, de ez közel sem elég ahhoz, hogy ellensúlyozza a film sekélyes, fantáziátlan történetét.”
A MetaCriticen 27 pontot ért el a százból 29 vélemény alapján. Kenneth Turan a Los Angeles Timestól azt írta: „Egy rossz film a műfaj ismerőinek”. Owen Gleiberman az Entertainmenttől azt írta:„Üdvözöljük a ribanc-sikkes kozmetika-feminizmus világában”.
A negatív kritika ellenére a film kasszasiker lett. A Box Office Mojo szerint a 45 millió dolláros költségvetés mellett 113 millió bevételt hozott.

## Zene

### Első album
| Sakáltanya eredeti filmzene | Sakáltanya eredeti filmzene      | Sakáltanya eredeti filmzene                                                                    | Sakáltanya eredeti filmzene | Sakáltanya eredeti filmzene | Sakáltanya eredeti filmzene | Sakáltanya eredeti filmzene | Sakáltanya eredeti filmzene | Sakáltanya eredeti filmzene | Sakáltanya eredeti filmzene |
|                             | Cím                              | Szerző(k)                                                                                      | Előadó(k)                   | Hossz                       |                             |                             |                             |                             |                             |
| --------------------------- | -------------------------------- | ---------------------------------------------------------------------------------------------- | --------------------------- | --------------------------- | --------------------------- | --------------------------- | --------------------------- | --------------------------- | --------------------------- |
| 1.                          | "Can't Fight the Moonlight"      | Diane Warren                                                                                   | LeAnn Rimes                 | 3:35                        |                             |                             |                             |                             |                             |
| 2.                          | "Please Remember"                | Warren                                                                                         | LeAnn Rimes                 | 4:34                        |                             |                             |                             |                             |                             |
| 3.                          | "The Right Kind of Wrong"        | Warren                                                                                         | LeAnn Rimes                 | 3:47                        |                             |                             |                             |                             |                             |
| 4.                          | "But I Do Love You"              | Warren                                                                                         | LeAnn Rimes                 | 3:21                        |                             |                             |                             |                             |                             |
| 5.                          | "All She Wants to Do Is Dance"   | Danny Kortchmar                                                                                | Don Henley                  | 4:30                        |                             |                             |                             |                             |                             |
| 6.                          | "Unbelievable"                   | James "Jimmy" Atkins · Derry Brownson · Mark de Cloedt · Ian Dench · Zac Foley                 | EMF                         | 3:30                        |                             |                             |                             |                             |                             |
| 7.                          | "The Power"                      | John Virgo Garrett III · James Perri                                                           | Snap!                       | 3:40                        |                             |                             |                             |                             |                             |
| 8.                          | "Need You Tonight"               | Andrew Farriss · Michael Hutchence                                                             | INXS                        | 3:10                        |                             |                             |                             |                             |                             |
| 9.                          | "The Devil Went Down to Georgia" | Tom Crain · Charlie Daniels · Taz DeGregorio · Fred Edwards · Charlie Hayward · James Marshall | The Charlie Daniels Band    | 3:36                        |                             |                             |                             |                             |                             |
| 10.                         | "Boom Boom Boom"                 | Chris Pelcer · Ray Vega · Robert Vega                                                          | Rare Blend                  | 3:22                        |                             |                             |                             |                             |                             |
| 11.                         | "Didn't We Love"                 | Jennifer Kimball · Tamara Walker                                                               | Tamara Walker               | 3:24                        |                             |                             |                             |                             |                             |
| 12.                         | "We Can Get There"               | Deborah Allen · Mike Curb                                                                      | Mary Griffin                | 3:59                        |                             |                             |                             |                             |                             |
| 44:28                       |                                  |                                                                                                |                             |                             |                             |                             |                             |                             |                             |

### Második album
| More Music from Coyote Ugly | More Music from Coyote Ugly   | More Music from Coyote Ugly           | More Music from Coyote Ugly | More Music from Coyote Ugly | More Music from Coyote Ugly | More Music from Coyote Ugly | More Music from Coyote Ugly | More Music from Coyote Ugly | More Music from Coyote Ugly |
|                             | Cím                           | Szerző(k)                             | Előadó(k)                   | Hossz                       |                             |                             |                             |                             |                             |
| --------------------------- | ----------------------------- | ------------------------------------- | --------------------------- | --------------------------- | --------------------------- | --------------------------- | --------------------------- | --------------------------- | --------------------------- |
| 1.                          | "One Way or Another"          | Nigel Harrison · Debbie Harry         | Blondie                     | 3:27                        |                             |                             |                             |                             |                             |
| 2.                          | "Rebel Yell"                  | Billy Idol · Steve Stevens            | Billy Idol                  | 4:47                        |                             |                             |                             |                             |                             |
| 3.                          | "Rock This Town"              | Dave Edmunds · Brian Setzer           | Stray Cats                  | 3:24                        |                             |                             |                             |                             |                             |
| 4.                          | "Keep Your Hands to Yourself" | Dan Baird                             | The Georgia Satellites      | 3:28                        |                             |                             |                             |                             |                             |
| 5.                          | "Out of My Head"              | Tony Scalzo                           | Fastball                    | 2:34                        |                             |                             |                             |                             |                             |
| 6.                          | "Battle Flag"                 | Steve Fisk · Shawn Smith              | Pigeonhead                  | 3:58                        |                             |                             |                             |                             |                             |
| 7.                          | "It Takes Two"                | Robert Ginyard                        | Rob Base · DJ E-Z Rock      | 4:37                        |                             |                             |                             |                             |                             |
| 8.                          | "Love Machine"                | William Griffin · Warren "Pete" Moore | The Miracles                | 2:56                        |                             |                             |                             |                             |                             |
| 9.                          | "We Can Get There"            | Deborah Allen · Mike Curb             | Mary Griffin                | 3:45                        |                             |                             |                             |                             |                             |
| 10.                         | "Can't Fight the Moonlight"   | Diane Warren                          | LeAnn Rimes                 | 3:37                        |                             |                             |                             |                             |                             |
| 11.                         | "But I Do Love You"           | Diane Warren                          | LeAnn Rimes                 | 4:03                        |                             |                             |                             |                             |                             |
| 40:36                       |                               |                                       |                             |                             |                             |                             |                             |                             |                             |